# Пименов, Василий Маркелович
Василий Маркелович Пименов (1911—1981) — Гвардии младший сержант Рабоче-крестьянской Красной Армии, участник Великой Отечественной войны, Герой Советского Союза (1944).

## Биография
Родился 19 марта 1911 года в селе Преображенка (ныне — Пугачёвский район Саратовской области). После окончания начальной школы работал маляром. В 1943 году был призван на службу в Рабоче-крестьянскую Красную Армию. С того же года — на фронтах Великой Отечественной войны, командовал миномётным расчётом 272-го гвардейского миномётного полка 6-го гвардейского танкового корпуса 3-й гвардейской танковой армии Воронежского фронта. Отличился во время битвы за Днепр.
22 сентября 1943 года расчёт под командованием Василия Пименова в числе первых переправился через Днепр в районе села Григоровка Каневского района Черкасской области Украинской ССР и принял активное участие в боях за захват и удержание плацдарма на его западном берегу, уничтожив 4 тяжёлых пулемёта и около взвода вражеской пехоты. 29 сентября 1943 года, когда расчёт оказался окружён противником, вместе с товарищами сумел с боем прорваться к своим.
Указом Президиума Верховного Совета СССР «О присвоении звания Героя Советского Союза генералам, офицерскому, сержантскому и рядовому составу Красной Армии» от 10 января 1944 года за «образцовое выполнение боевых заданий командования на фронте борьбы с немецко-фашистскими захватчиками и проявленные при этом отвагу и геройство» был удостоен высокого звания Героя Советского Союза с вручением ордена Ленина и медали «Золотая Звезда».
После окончания войны был демобилизован. Проживал и работал на родине. Скончался в 1981 году.
Был также награждён рядом медалей.